# بركات (السودان)
بركات هي مدينة في ولاية الجزيرة، السودان. تقع على الشاطئ الغربي للنيل الأزرق جنوب ود مدني.
يزرع القطن الأساسي الطويل المسمى بركات سودان في الحقول المروية في هذه المنطقة. ويعتبرهذا القطن، الذي يتم اختياره يدويًا بالكامل، أحد أجود أنواع القطن في العالم. بدأ مشروع الري بمضخة 6000 فدان في بركات عام 1914. تم إطلاق الخطة من قبل مجموعة من شركات النسيج الإنجليزية تسمى نقابة المزارع السودانية، والتي كانت قد بدأت بالفعل مخطط ضخ ناجح في طيبة في عام 1910. البلدة هي موطن مقر هيئة الجزيرة السودانية، التي تدير نظام الري بالجزيرة - المناجل. يمر عبر بركات خط سكة حديد خفيف، تحمل حصاد القطن.